# Cios

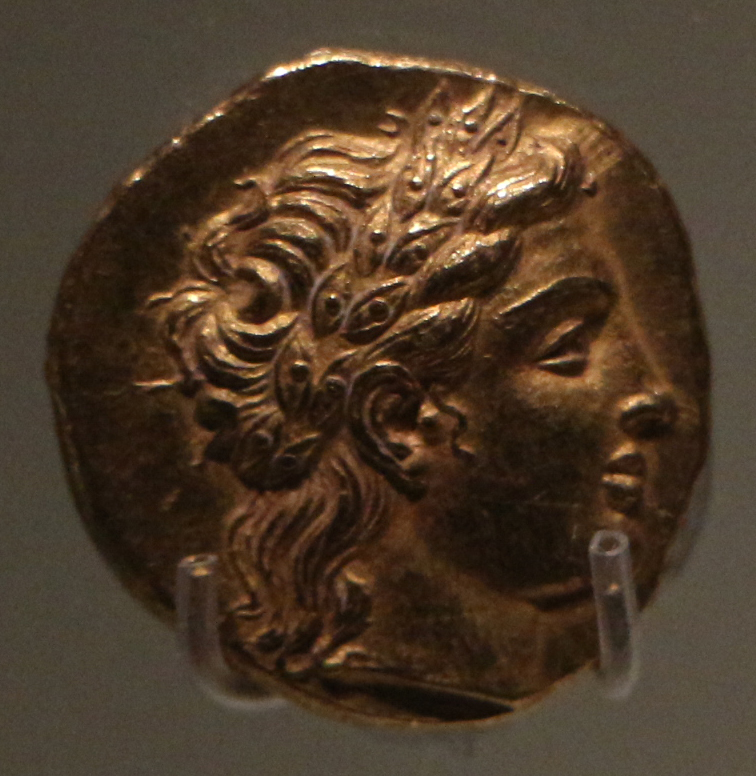
Moneda de Cius

Cios (en llatí: Cius, grec antic: Kίος) era una ciutat de Bitínia, a la Propòntida, en un golf anomenat de Cios (Cianos Sinus). Heròdot l'anomena Cios de Mísia, i també Xenofont, i es creu que Mísia s'estenia fins a aquesta ciutat si més no en temps antics. Avui es diu Gemlik.
La llegenda la fa fundada per Cios, company d'Hèracles, al seu retorn de Còlquida. Segons Plini el Vell va ser una colònia milèsia establerta al peu del puig Argantoni cap al segle vii aC. Hi havia una tradició que explicava que Hilas, un dels companys d'Hèracles en el seu viatge a la Còlquida, va ser raptat per les nimfes quan buscava aigua en aquest lloc, segons diu Estrabó. Plini parla d'un riu Hilas vora la ciutat. Pomponi Mela diu que es va convertir en un dels ports més importants de Frígia, que no es trobava a gaire distància.
L'any 553 aC va passar a domini de Lídia, però com a ciutat autònoma. El general Himees) la va ocupar el 499 aC quan hi va haver la Revolta Jònica després de la crema de Sardes, però pagant un tribut va mantenir una virtual independència, segons diu Heròdot. Va quedar dins la satrapia de la Frígia Helespòntica o Dascilios i va tenir un govern local.
L'any 466 aC la van ocupar els atenencs i va entrar a la Lliga de Delos on va romandre fins al 412 aC, quan va ser ocupada pels perses després de la derrota atenenca a Sicília uns mesos abans (413 aC).
Va caure en mas d'Alexandre el Gran el 334 aC i a la seva mort va quedar en poder d'Antígon (332 aC) que va ser rei de Sardes el 305 aC fins al 301 aC, quan Seleuc I Nicàtor va guanyar la batalla d'Ipsos que li va donar el poder. En aquests anys Cios va començar a emetre moneda d'or, les primeres monedes d'or de la història. Cios va restar com a ciutat grega independent i més tard es va aliar a la Lliga Etòlia.
Filip V de Macedònia la va ocupar, va massacrar els ciutadans que va deportar o va vendre com esclaus, i la va donar a Prúsies de Bitínia (aliat seu a la guerra contra Pèrgam) que la va restaurar i repoblar (amb bitinis) i li va donar el seu propi nom. La ciutat va ser coneguda com a Προῦσα ἐπιθαλασσίη 'Prúsies marítima'), per distingir-la d'altres ciutats amb igual nom, segons Esteve de Bizanci. No se sap si Cios va romandre com un barri o va recobrar el seu antic nom, però una Cios al mateix lloc apareix mencionada després per Plini el Vell, Pomponi Mela, Zòsim, i altres encara posteriors. La matança de Cios fou rebutjada per molts estats grecs i Rodes i Pèrgam van demanar ajut als romans contra Macedònia, i això va servir d'excusa per iniciar la segona guerra macedònica que va acabar amb la batalla de Cinoscèfales el 197 aC. La ciutat, però, va seguir en mans del rei de Bitínia fins al 74 aC.
Sota els romans Cios va tenir una constitució pròpia supervisada pel cònsol romà de torn, i va recobrar el seu caràcter grec. Molts dirigents romans van elegir la ciutat com a lloc de residència d'estiu. La ciutat va recuperar el nom de Cios o Kios llatinitzat en Cius.
A partir del segle ii el cristianisme es va difondre a la regió i la ciutat va rebre la visita de l'apòstol Pau de Tars. Plini, governador de Cios, va demanar instruccions contra el cristianisme i es van establir impostos especials. Però al segle iv era seu d'un arquebisbat, essent el primer arquebisbe Ciril, que va prendre part al concili de Nicea el 325 aC.
Justinià hi va fundar una escola militar que va funcionar per 37 anys.
El 1205 el Patriarca de Constantinoble es va establir a Nicea i va enviar a Cios al patriarca de Nicea. El bisbe de Nicea va tenir més influència. Els llatins van ocupar Cios el 1207 i la ciutat va ser donada als cavallers de Sant Joan que la van tenir fins al 1261.
Els primers atacs turcs són de 1092 (seljúcides) però no va ser fins al 1300 que els turcs (osmanlis) van representar una amenaça seriosa, i van destruir totes les ciutats de la costa ocupant Brusa el 1326 i Cios el 1336 (després d'un setge). La ciutat fou destruïda en la conquesta i els seus habitants es van refugiar a la muntanya.
Van poder tornar al cap de tres anys i residir sota les muralles a la zona coneguda com a Kastrina prop de l'església de Theòmana; van restaurar l'església de Koimesis tis Theotokou (Dormició de la Mare de Déu) coneguda com a Pasariotissa, i es van reorganitzar, però van haver d'acceptar la llengua turca. Els impostos eren molt alts i van haver de vendre els fills com esclaus i molts ciutadans van marxar. Aquesta situació dolenta va subsistir fins a finals del segle xvii quant Murat IV va millorar les condicions de vida, i l'establiment d'una drassana militar a la ciutat va permetre a molta gent trobar feina. Durant el segle xix la situació dels grecs cristians va millorar i es va restablir l'educació.
Al final de la primera guerra mundial els grecs de la regió del Pont es van revoltar. A les muntanyes es van formar grups armats. Molts grecs van ser portats a camps de treball (una tres-cents mil). Quan els aliats van entrar a la zona les guerrilles turques, els tzetes, encara estaven combatent però la marina anglesa els va sotmetre. L'exèrcit grec sota el general Samartzis, va restablir la sobirania grega a Cios el 25 de juliol de 1920. El patriarca de Nicea Basil II i l'alcalde grec de Cios, Pinatsis, van assistir a la cerimònia. La retirada aliada que va deixar sols als grecs mal equipats, va capgirar la situació. Es va intentar formar un estat autònom del Pont per evitar la sortida de la població grega i la pèrdua de les propietats. El 22 d'agost de 1922 l'exèrcit grec a Cios va aguantar l'atac turc, però va evacuar la ciutat l'endemà. Trenta mil persones de Cios i rodalia van haver de fugir a Grècia amb vaixells el 25 d'agost de 1922.